# Ляховичі
Ля́ховичі (біл. Ляхавічы) — місто на річці Відьма, адміністративний центр Ляховицького району Берестейської області Республіки Білорусь.

## Історія
Місто Ляховичі згадується в письмових джерелах в середині 15 століття.
1546 року тут народився автор історичних мемуарів про події другої половини 16 століття Федір Євлашовський. В 16 столітті містечко Ляховичі відоме укріпленою фортецею, якою володів Володимир Заболотський. 10 квітня 1572 Сигізмунд II Август передав містечко кастеляну Віленському Яну Єраніму Хадкевичу. Його син Ян Кароль, гетьман Великого князівства Литовського перебудував і зміцнив фортецю, зробивши з неї саму велику фортецю в Речі Посполитої, з довжиною стін 1 км. В 1595 році місто не змогли взяти ні загони Северина Наливайко ні Івана Хованського. Побудований на лівому березі річки фортеця займала острівне положення і потрапити до неї можна було тільки по розвідному мосту через наповнений водою рів і ворота вежі. У центрі зміцнення стояв двоповерховий палац.

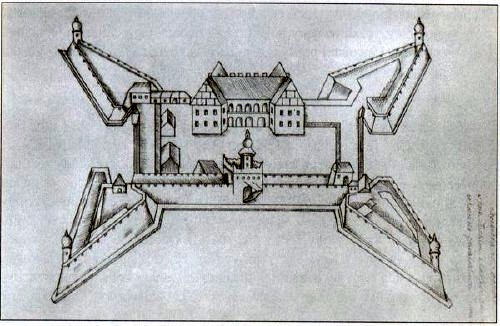
Фортеця в Ляховичах

Після смерті Яна Короля Ходкевича в 1621 році Ляховичі з округою переходять у володіння Сапегів. У 1648-1654 роках під час Хмельниччини Ляховичі чотири рази піддавалися облозі козаків. Потім у московсько-польську війну 1654—1667 рр. польський гарнізон фортеці тримав оборону протягом шести місяців. Московити повністю зруйнували і спалили місто, яке нараховувало близько 300 будинків, а в замку розмістили постійний гарнізон кількістю 200 осіб. Під час Північної війни шведи двічі атакували Ляховичі у 1706 і 1709 роках.
У 1775 році Ляховичі з приватного володіння Сапегів перейшли до Віленського єпископа Ігнатія Масальського. В кінці 18 століття місто прийшло в занепад і залишився невеликим містечком. Його мешканці — білоруси, євреї, татари — займалися землеробством, дрібною торгівлею і ремеслом.
За другим поділом Речі Посполитої в 1793 році Ляховичі увійшли до складу Російської імперії. З 1795 року мвстечко — центр волості Слуцького повіту Мінської губернії. Після закінчення будівництва ділянки Поліської залізниці Барановичі — Лунинець в 1885 році населення Ляховичів почало збільшуватися і містечко набуло торгове значення. У 1897 році тут проживало 5000 чоловік.
Промисловість була представлена гончарним майстернями та пивоварними заводами, торгівля — 30 дрібними лавками і 3 трактирами. Протягом року проводилося 3 ярмарки і щотижня базари.
Під час революції 1905 року близько тисячі людей в Ляховичах взяли участь в демонстрації. З 1915 по 1918 рік Ляховичі знаходяться в прифронтовій зоні Першої світової війни і окуповані німцями 18 лютого 1918 року. У грудні 1918 року Ляховичі зайняті Червоною армією, але потім місто відійшло до Польщі. До 1939 року Ляховичі були центром волості в Барановицькому повіті Новогрудського воєводства.
З 18 вересня 1939 року в складі БРСР. 24 червня 1941 Ляховичі окуповані гітлерівською Німеччиною, а 6 липня 1944 місто зайняли частини Першого Білоруського фронту. З 1954 року Ляховичі в складі Берестейської області.

## Населення
За переписом населення Білорусі 2009 року чисельність населення міста становила 10 997 осіб.

### Національність
Розподіл населення за рідною національністю за даними перепису 2009 року:
| Національність | Осіб   | Відсоток |
| -------------- | ------ | -------- |
| білоруси       | 9679   | 88,01 %  |
| поляки         | 601    | 5,47 %   |
| росіяни        | 521    | 4,74 %   |
| українці       | 101    | 0,92 %   |
| інші           | 95     | 0,86 %   |
| Разом          | 10 997 | 100 %    |

## Відомі люди
У Ляховичах народився Сергіуш Пясецький (1901—1964), відомий польський партизан і письменник, автор книг про повсякденне життя на сході Польщі, у тому числі й твори Zapiski oficera Armii Czerwonej (щоденник офіцера Червоної Армії).
B Ляховичах народився і польсько — американський критик театру в мові їдиш Олександр Македойні (Копел) (1878—1958)